# Saulieu
 Saulieu  es una población y comuna francesa, en la región de Borgoña, departamento de Côte-d'Or, en el distrito de Montbard y cantón de Saulieu.

## Demografía
| 3269 | 3303 | 2946 | 3084 | 2917 | 2837 |
| Para los censos de 1962 a 1999 la población legal corresponde a la población sin duplicidades (Fuente: INSEE [Consultar]) |      |      |      |      |      |

## Personajes vinculados
- François Pompon, escultor.